# Битва при Аварике
Битва при Аварике или Осада Аварика —  сражение между римской армией под командованием Гая Юлия Цезаря и войсками коалиции галльских племён под командованием Верцингеторикса в 52 году до н. э. около города Аварика.

## Предыстория
В 52 году до н. э. вспыхнуло общегалльское восстание, во главе которого стоял арверн Верцингеторикс. В состав коалиции вошли арверны, сеноны, паризии, пиктоны, кадурки, туроны, аулерки, лемовики, анды и все прочие приморские племена, позже к ним присоединились битуриги, рутены, нитиоброги и габалы.
Узнав о восстании галлов, Цезарь спешно прибыл из Рима в Галлию. Почти без боя взяв город сенонов Веллаунодун и город карнутов Кенаб, Цезарь приступил к осаде города битуригов Новиодуна. Узнав о приходе Цезаря, Верцингеторикс двинулся против него. После неудачной для галлов стычки около Новиодуна Верцингеторикс отступил, а Цезарь взял город. Следующей его целью был Аварик, со взятием которого он рассчитывал подчинить битуригов.
После серии неудач Верцингеторикс решил изменить тактику. Он предложил отрезать римлян от провианта и фуража, а также сжигать все посевы и поселения на пути врага. Эта тактика в последующем получила название тактики "выжженной земли". Галлы приняли предложение Верцингеторикса, и в тот же день у битуригов было сожжено более 20 городов. Однако Аварик, самый прекрасный город во всей Галлии, галлы решили сохранить, хотя Верцингеторикс настаивал, что и он должен быть сожжен. Галлы решили город защищать, считая его неприступным, поскольку он со всех сторон был окружён рекой и болотом и доступен только в одном, очень узком, месте.

## Ход битвы

### Осада
Верцингеторикс двигался за Цезарем и в конце концов разбил лагерь в 24 км от Аварика. Цезарь разбил лагерь у той части города, которая представляла единственный узкий доступ. Здесь он начал заготовлять материал для плотины, продвигать крытые галереи и устанавливать две башни.
Когда башни уже приблизились к стене, Цезарь узнал, что Верцингеторикс продвинулся ближе к Аварику. Цезарь решил совершить ночной рейд в лагерь противника. Однако, подойдя к лагерю галлов, он обнаружил, что местность не подходила для сражения, поэтому Цезарь отвёл войска в лагерь, где продолжил осадные работы.
В течение всего срока осады галлы препятствовали ведению осадных работ: они петлями ловили стенные крюки, делали подкопы под плотину, задерживали проведение открытых ходов брёвнами, горящей смолой и огромными камнями.
К 25-му дню осады римляне построили плотину в 100 м шириной и высотой в 24 м. В течение дня галлы устраивали вылазки, однако, ни одна их попытка не удалась. На следующий день Верцингеторикс посоветовал им под покровом ночи покинуть город, но галлам от этого плана пришлось отказаться из боязни быть отрезанными римской конницей от всех дорог,

### Штурм
На следующий день пошел сильный ливень. Из-за этого галльские караулы на стенах были расставлены не так тщательно, как обычно и Цезарь решил этим воспользоваться. Он разместил войска в скрытом месте за крытыми галереями, по сигналу атаки они внезапно бросились со всех сторон и захватили всю стену. Галлы, выбитые со стен и из башен, расположились на площади, готовые принять атаку. Римляне стали распространяться по всей стене, и галлы, побоявшись быть полностью окружёнными и потерять возможность спастись бегством, устремились к окраинам города. Там в узком проходе ворот они были перебиты римской пехотой, а оказавшиеся за воротами — конницей. Из 40 000 защитников и жителей города уцелело лишь около 800 человек, которые добрались до лагеря Верцингеторикса.

## Последствия
Захватив Аварик, Цезарь пополнил скудные запасы провианта. Верцингеторикс, несмотря на потерю ключевого города, укрепил свой авторитет, так как с самого начала был против его защиты. Войска галлов пополнились за счёт присоединившихся к коалиции племён.